# بیلی چو
بیلی چو (انگلیسی: Billy Chow؛ زادهٔ ۲۴ اوت ۱۹۵۸) رزمی‌کار و بازیگر اهل کانادا است.
از فیلم‌ها یا برنامه‌های تلویزیونی که وی در آن نقش داشته است می‌توان به مشت افسانه‌ای و همیشه اژدها اشاره کرد.